# Thyreus proximus
Thyreus proximus är en biart som först beskrevs av Meyer 1921.  Thyreus proximus ingår i släktet Thyreus och familjen långtungebin. Inga underarter finns listade i Catalogue of Life.